# Marco Morgante
Marc Morgante, dit Marco Morgante, né le 18 juillet 1962 à Woippy (Moselle), est un footballeur professionnel français qui occupait le poste de milieu offensif. International français junior et militaire, il débute en 2002 une carrière d'entraîneur au Luxembourg.

## Biographie
Lors de la saison 1976-1977, Marc Morgante est membre de l'équipe de France scolaires aux côtés de Claude Puel et Laurent Roussey. Il effectue sa formation au FC Metz, sous contrat aspirant de 1977 à 1979, et fait ses débuts en D1 à 17 ans. En mai 1980 il figure dans une pré-liste de 25 joueurs en vue du championnat d'Europe juniors, mais n'est pas retenu dans la liste finale. Lors de l'été 1980 il signe un contrat stagiaire avec son club formateur. En 1981 il est le capitaine de l'équipe qui remporte la Coupe Gambardella. En 1982 il signe son premier contrat professionnel.
Il évolue en France et au Luxembourg. Il joue principalement en faveur du FC Metz, du FC Mulhouse, du Stade lavallois, de l'AS Nancy-Lorraine, et de l'équipe luxembourgeoise de Dudelange.
Il dispute au cours de sa carrière de joueur en France, 213 matchs en Division 1 (20 buts), et 108 matchs en Division 2 (36 buts). Il joue également deux matchs au sein des compétitions européennes : un en Coupe d'Europe des clubs champions, et un autre en Coupe des coupes.
Il réalise sa meilleure performance lors de la saison 1985-1986, où il inscrit 22 buts en Division 2 avec le club du FC Mulhouse.
Le 20 février 1982, il inscrit avec le FC Metz un doublé en Division 1, lors du derby contre Nancy. Le match se termine sur un score nul de 2-2.
Il passe deux saisons au Stade lavallois, où son contrat n'est pas renouvelé après la relégation du club en D2. Il poursuit alors sa carrière à Nancy, qui retrouvera l'élite en 1990.
Son palmarès est constitué d'une Coupe de France et d'une Coupe Gambardella, gagnées avec le FC Metz, et d'un titre de champion de deuxième division, remporté avec Nancy.
Il met un terme à sa carrière professionnelle à 31 ans et devient agent immobilier.

## Carrière

### Joueur
- 1976-1985 :  FC Metz
- 1985-1987 :  FC Mulhouse
- 1987-1989 :  Stade lavallois
- 1989-1993 :  AS Nancy-Lorraine
- 1993-2001 :  F91 Dudelange
- 2003-2004 :  Swift Hesperange
- 2005-2006 :  JS Audun-le-Tiche

### Entraîneur-joueur
- 2002-2004 :  Swift Hesperange
- Déc. 2004-juin 2006 :  JS Audun-le-Tiche
- 2007-2008 :  JS Audun-le-Tiche

## Palmarès
- Champion du Luxembourg en 2000 et en 2001 avec Dudelange
- Vainqueur de la Coupe de France en 1984 avec le FC Metz
- Champion de France de Division 2 en 1990 avec l'AS Nancy-Lorraine
- Vainqueur Coupe Gambardella en 1981 avec le FC Metz